# Thiaumont
Thiaumont (voorheen: Diedembourg, Luxemburgs: Diddebuerg, Waals: Tiômont, Duits: Diedenberg) is een plaats in de Belgische provincie Luxemburg en een sinds de gemeentelijke herindeling van 1977 in het arrondissement Aarlen een deelgemeente van Attert.

## Demografische ontwikkeling
- Bronnen:NIS, Opm:1831 tot en met 1970=volkstellingen, 1976= inwoneraantal op 31 december

Deelgemeenten: Attert · Nobressart · Nothomb · Thiaumont · Tontelange

Overige kernen: Almeroth · Grendel · Heinstert · Lischert · Lottert · Louchert · Luxeroth · Metzert · Parette · Post · Rodenhoff · Schadeck · Schockville

Belgische gemeenten · Arrondissement Aarlen · Luxemburg · Wallonië